# North Hero (Vermont)
North Hero – miasto w Stanach Zjednoczonych, w stanie Vermont, siedziba administracyjna hrabstwa Grand Isle.